# Hietarivier
De Hietarivier (Hietajoki) is een rivier die stroomt in de Zweedse gemeente Pajala. De rivier ontstaat uit een aantal beken vanuit moerassen en meren. De Hietarivier stroomt zuidwaarts. Ze levert haar water uiteindelijk aan de Olosrivier. Het hele traject is circa 15 kilometer lang, maar onduidelijk is of dat hele traject haar naam draagt.
Afwatering: Hietarivier → Olosrivier → Lainiorivier → Torne → Botnische Golf